# Wilhelm Wien
Wilhelm Wien (ur. 13 stycznia 1864 w Gaffken, zm. 30 sierpnia 1928 w Monachium) – niemiecki fizyk, laureat Nagrody Nobla w dziedzinie fizyki w roku 1911 za ustalenie związku między temperaturą ciała doskonale czarnego a jego promieniowaniem cieplnym.

## Życiorys
Wien urodził się 13 stycznia 1864 w Gaffken obok Fischhausen (Primorsk w obwodzie królewieckim). W 1886 roku jego ojciec kupił majątek Drachenstein (obecnie Smokowo, gmina Kętrzyn). W latach 1875–1879 był uczniem Gimnazjum im. Księcia Albrechta w Rastenburgu (Kętrzynie). Świadectwo dojrzałości uzyskał w 1879 r. w Gimnazjum Staromiejskim w Królewcu. W 1890 roku ojciec jego sprzedał majątek w Smokowie i przeniósł się z rodziną do Berlina. Umożliwiło to Wienowi poświęcenie się studiom fizycznym.
Wilhelm Wien zmarł w 1928 r. jako rektor Uniwersytetu w Monachium. Został pochowany na Cmentarzu Leśnym w Monachium.

## Badania naukowe
Odkrycia i badania Wiena pozwoliły na rozwinięcie podstaw współczesnej fizyki. W 1911 roku Królewska Szwedzka Akademia Nauk przyznała Wienowi nagrodę Nobla w dziedzinie fizyki za odkrycia na polu analizy widmowej.